# Den Haag Laan van NOI vasútállomás
Den Haag Laan van NOI vasútállomás vasútállomás Hollandiában, ’t Harde településen.

## Vasútvonalak
Az állomást az alábbi vasútvonalak érintik:
- Amsterdam–Rotterdam-vasútvonal
- RandstadRail 2
- RandstadRail 2
- RandstadRail 3
- RandstadRail 3
- RandstadRail 4
- RandstadRail 4
- RandstadRail 34
- RandstadRail 34

## Kapcsolódó állomások
A vasútállomáshoz az alábbi állomások vannak a legközelebb:
- Den Haag Mariahoeve vasútállomás
- Den Haag Centraal vasútállomás
- Den Haag Hollands Spoor station
- Stuyvesantstraat
- Bruijnings Ingenhoeslaan
- Beatrixkwartier
- Voorburg 't Loo RandstadRail vasútállomás
- Beatrixkwartier
- Voorburg 't Loo RandstadRail vasútállomás
- Beatrixkwartier
- Voorburg 't Loo RandstadRail vasútállomás